# Dionicia Vázquez García
Dionicia Vázquez García (29 de marzo de 1948) es una política mexicana, miembro actual del Partido del Trabajo (PT). Ha sido presidenta municipal de Tultepec y diputada federal a partir de 2018.

## Biografía
Tiene estudios de nivel secundaria. A partir de 1995 destacó como luchadora social en el municipio de Tultepec. En 1997 como candidata del Partido de la Revolución Democrática (PRD) fue elegida presidenta municipal de Tultepec para el periodo de 1997 a 2000. Simultáneamente, de 1998 a 2001 fue presidenta del Frente Nacional Pirotécnico, debido a que tradicionalmente la principal actividad del municipio es la elaboración de pirotecnia.
En 2018 fue candidata de la coalición Juntos Haremos Historia a diputada federal por el Distrito 2 del estado de México. Resultó triunfadora en la elección, para la LXIV Legislatura que culminó en 2021. Se integró en el grupo parlamentario del PT y fue secretaria de la comisión de Atención a Grupos Vulnerables; e integrante de las comisiones de Defensa Nacional; de Protección Civil y Prevención de Desastres; de Igualdad de Género; y, de Vivienda.
En las elecciones de 2021 fue postulada a la reelección a diputada por el mismo distrito por la coalición Juntos Hacemos Historia; logrando nuevamente la victoria y la representación en la LXV Legislatura. En la Cámara de Diputados es secretaria de la comisión de Defensa Nacional; e integrante de las de Justicia; de Protección Civil y Prevención de Desastres; de Atención a Grupos Vulnerables; y, del comité de Ética.
Causó notoriedad pública cuando el 20 de octubre de 2023 en el transcurso de la discusión en la Cámara de Diputados de la Ley de Ingresos del 2024, al tomar la palabra en la tribuna para defender las asignaciones al Tren Maya, mencionó que la ruta de éste sería desde el istmo de Tehuantepec hasta el canal de Panamá, lo cual es erróneo.